# Lenyn Sosa
Lenyn José Sosa (Ciudad Guayana, 25 de enero de 2000) es un jugador de cuadro venezolano de béisbol profesional de los Medias Blancas de Chicago de la Major League Baseball (MLB).

## Carrera profesional
Sosa firmó con los Medias Blancas de Chicago como agente libre internacional en julio de 2016. Sosa fue llamado a las mayores por primera vez el 23 de junio de 2022. El 9 de agosto, durante el segundo juego de una doble cartelera, Sosa conectó su primer jonrón en las Grandes Ligas frente al lanzador de los Reales de Kansas City, Jonathan Heasley.